# Literatura en neerlandés medio

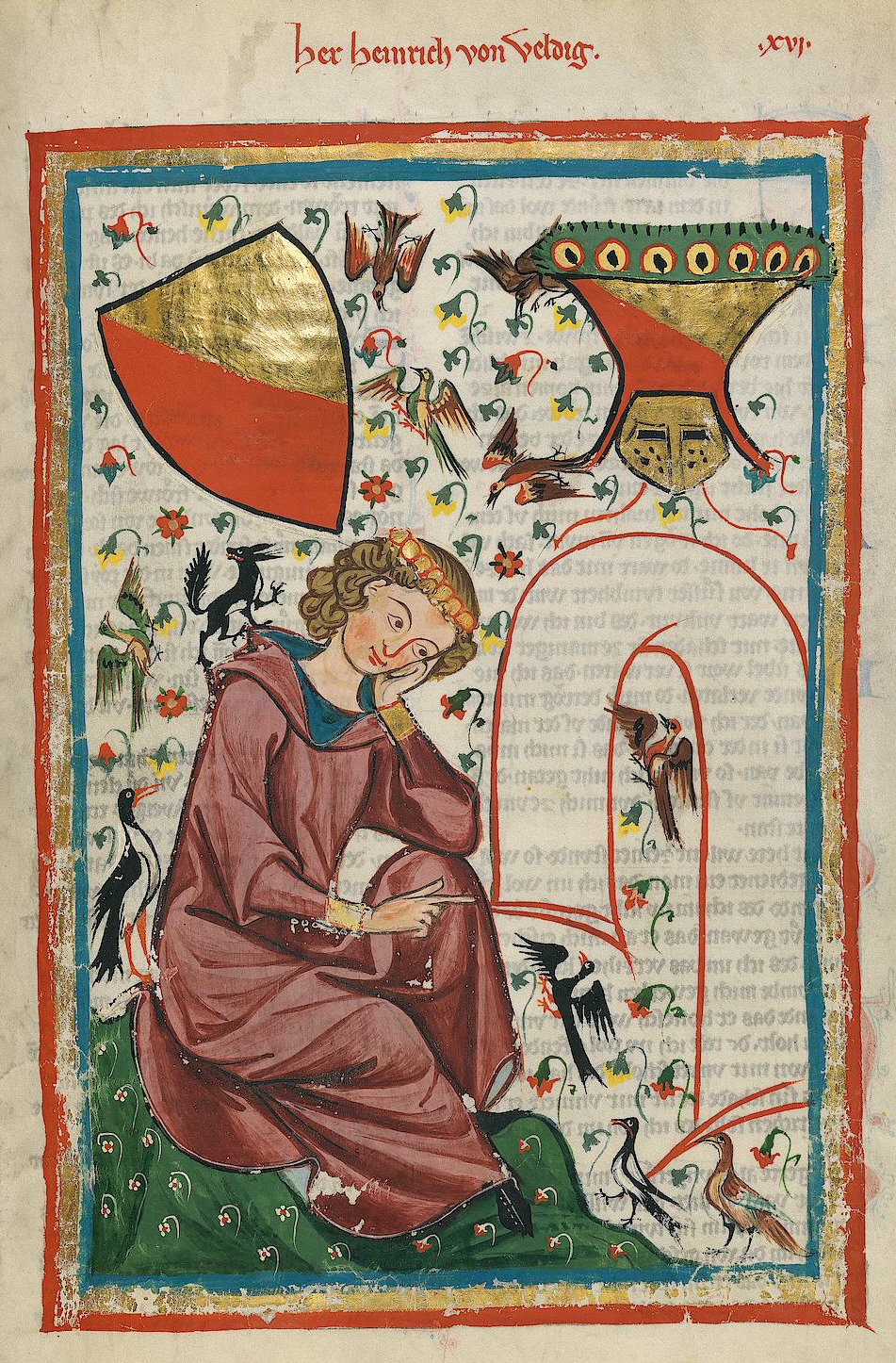
Miniatura del Codex Manesse: Hendrik van Veldeke. Ca. 1300.

La literatura en neerlandés medio es un conjunto de lo que fue escrito como obra literaria en neerlandés medio, ancestro del neerlandés moderno, escrito y hablado en los Países Bajos, una región histórica que comprende los Reinos de los Países Bajos y la Bélgica actuales, así como una gran parte del norte de Francia (la correspondiente más o menos a la Región Norte-Paso de Calais).

## Puntos principales
La literatura en neerlandés comienza con textos en neerlandés medio, que se escribieron en los siglos XII y XIII en Limburgo, Flandes, Brabante y Holanda. La distinción entre el sur de los Países Bajos y el norte no se daba en ese momento, pero el centro de gravedad cultural estaba en el sur. Antes de esto, solo han sobrevivido fragmentos de textos en neerlandés antiguo (de la Alta Edad Media, ca. 500-1150). El primer autor conocido es el limburgués Hendrik van Veldeke o Heynric van Veldeke (de aproximadamente 1170) cuya obra también es considerada literatura en alemán medio por los historiadores literarios alemanes, ya que pasó gran parte de su carrera en las cortes alemanas y luego comenzó a escribir en alemán.

## Enlaces externos

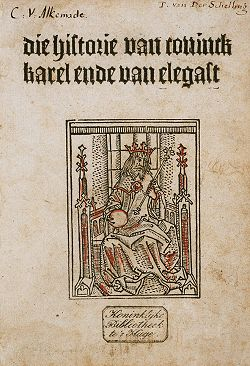
Ilustración de Karel ende Elegast.